# 猪ノ鼻峠

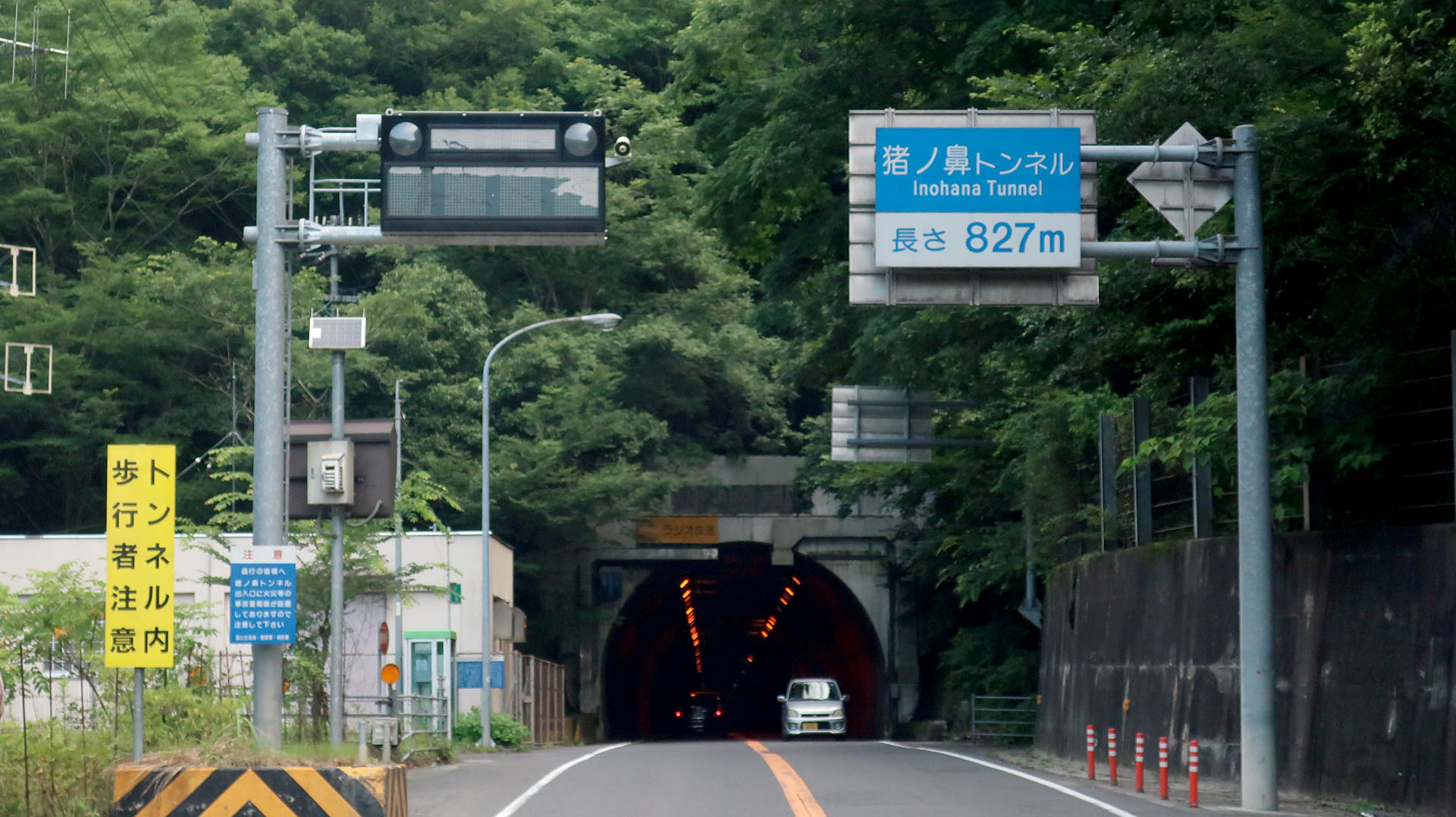
猪之鼻隧道
徳島県三好市池田町

猪ノ鼻峠（いのはなとうげ）は、香川県三豊市から徳島県三好市にかけて存在する峠である。讃岐山脈の若狭峰と二軒茶屋の間に位置する。

## 概要
峠は標高413 m（旧道は標高550 m）で、国道32号と土讃線及び香川県と徳島県の県境一帯にかけて存在する。香川県道・徳島県道5号観音寺池田線（旧国道32号）は急カーブと急勾配が連続するため、制限速度は30km/hとなっており、ネズミ捕りが頻繁に行われる事で知られる。夏期は台風等の大雨による通行規制があり、冬期は降雪や路面凍結も多く交通事故も頻発している。これを解消すべく猪ノ鼻道路が計画され、新猪ノ鼻トンネル（延長4.2 km・幅8 m）が2008年に着工、2020年に開通した。
新しくできた国道32号猪ノ鼻道路は、三豊市財田町財田上から三好市池田町州津までの8.4 km間で、新猪ノ鼻トンネルのほか徳島県側に西山トンネル、箸蔵第1トンネル、箸蔵第2トンネルの4つのトンネルが作られた。なお、新猪ノ鼻トンネルと西山トンネルの間で、徳島県道6号込野観音寺線に接続している。

## 歴史
およそ100万年前には吉野川は猪ノ鼻峠の低所部を通って北流していた。
またその昔、阿波の村と讃岐の農家の間には「借耕牛（かりこうし）」という習慣があり、毎年阿波から讃岐へ耕作用やさとうきびしぼり用の役牛として夏と秋に阿讃国境の猪ノ鼻峠を越えて移動した。その頃の峠は「うさぎ道」とよばれる獣道で追いはぎも出没したと言われている。1894年（明治27年）に大久保諶之丞により四国新道が開通してからは人力車や荷馬車がとおる商いの道となり、街道沿いには何軒かの茶店やはたごも建ち、おおいににぎわったそうである。その後、戦後になり一般国道32号として、国直轄による改築工事が開始され、1967年（昭和42年）に猪ノ鼻トンネル（延長827メートル）、込野トンネル（延長354メートル）など7つのトンネルが建設された。開通後は大型車の交通量が増加したことより、大型車を走行させるための登坂車線の建設工事を行い1982年（昭和57年）に完成し、現在に至っている。

## 猪之鼻隧道
猪之鼻隧道（いのはなずいどう）は香川県と徳島県の県境を結ぶ香川県道・徳島県道5号観音寺池田線のトンネル。2021年3月31日までは国道32号（国道319号重複）だった。
国土地理院発行の2万5千分1地形図「阿波池田」では猪ノ鼻トンネルと記載されている。
- 1964年(昭和39年)完成。
- 全長827m。幅員7.7m。